# Novo Kusonje
Novo Kusonje (korábban Kusonje Gornje Pustara, Bijeli Jarac, régi magyar neve Kuszonya-puszta) falu Horvátországban Verőce-Drávamente megyében. Közigazgatásilag Atyinához tartozik.

## Fekvése
Verőcétől légvonalban 20, közúton 33 km-re délkeletre, községközpontjától légvonalban 9, közúton 14 km-re északra, a Papuk-hegység területén, a Csagyavica-patak völgyében és a Szalatnokról Daruvárra menő főút mentén fekszik.

## Története
A 19. század közepén mezőgazdasági majorként keletkezett Gornje Kusonje határában a Jankovich család itteni birtokán, akik a Dél-Dunántúlról telepített ide magyar anyanyelvű lakosságot. 1869-ben 19, 1910-ben 66 lakosa volt. 1910-ben a népszámlálás adatai szerint lakosságának 97%-a magyar anyanyelvű volt. A településen magyar tannyelvű ún. Julián-iskola működött. Verőce vármegye Szalatnoki járásának része volt. Az első világháború után 1918-ban az új szerb-horvát-szlovén állam, majd később (1929-ben) Jugoszlávia része lett. A második világháború idején a partizánok elűzték a magyar lakosságot, helyükre a háború után főként szerbek települtek. 1991-ben a falu lakosságának 73%-a szerb, 15%-a horvát nemzetiségű volt. A délszláv háború idején a többségben szerbek lakta település 1991 októberének elején már szerb ellenőrzés alatt volt. A horvát hadsereg 136. slatinai dandárja az Orkan-91 hadművelet során 1991. december 10-én foglalta vissza. A lakosság nagy része elmenekült. 2011-ben 22 lakosa volt.

## Lakossága
| Lakosság változása | Lakosság változása | Lakosság változása | Lakosság változása | Lakosság változása | Lakosság változása | Lakosság változása | Lakosság változása | Lakosság változása | Lakosság változása | Lakosság változása | Lakosság változása | Lakosság változása | Lakosság változása | Lakosság változása | Lakosság változása |
| ------------------ | ------------------ | ------------------ | ------------------ | ------------------ | ------------------ | ------------------ | ------------------ | ------------------ | ------------------ | ------------------ | ------------------ | ------------------ | ------------------ | ------------------ | ------------------ |
| 1857               | 1869               | 1880               | 1890               | 1900               | 1910               | 1921               | 1931               | 1948               | 1953               | 1961               | 1971               | 1981               | 1991               | 2001               | 2011               |
| 0                  | 19                 | 21                 | 40                 | 68                 | 66                 | 41                 | 89                 | 54                 | 54                 | 50                 | 48                 | 58                 | 48                 | 26                 | 22                 |